# Перистери
 Тази статия е за атинското предградие.  За най-високия връх на Лакмос вижте Перистери (връх).  За най-високия връх на Баба планина вижте Пелистер.
Перистѐри (на гръцки: Περιστέρι) е град в Гърция, предградие на гръцката столица Атина, част от Атинския мегаполис. Телефонният му код е 210. Намира се на 5 км северозападно от центъра на Атина на 50 м н.в. Населението му е 137 918 жители (2001 г.). Има площ от 10,05 км2.
Побратимен е с българския град Русе от 1986 г.